# Huda Kattan
Huda Kattan (Oklahoma City, 2 de outubro de 1983) é uma maquiadora, blogueira de beleza e empresária norte-americana conhecida por ser a fundadora da marca de maquiagem Huda Beauty.

## Biografia

### Início de vida
Huda Kattan nasceu em 2 de outubro de 1983, em Oklahoma City, Oklahoma, com três irmãos. Seus pais são ambos do Iraque. A família mais tarde mudou-se para Cookeville, Tennessee, e depois para Dartmouth, Massachusetts. Kattan frequentou a Universidade de Michigan-Dearborn, onde se formou em finanças.

## Carreira
Em 2006, Kattan se mudou para Dubai com o pai porque ele aceitou uma oportunidade de trabalho como professor no emirado. Alguns anos depois, Kattan mudou-se para Los Angeles, onde estudou maquiagem. Entre seus clientes estavam celebridades como Eva Longoria e Nicole Richie. Kattan então retornou a Dubai, onde foi contratada pela Revlon como maquiadora. Em abril de 2010, seguindo o conselho de uma de suas irmãs, Kattan iniciou um blog do WordPress relacionado à beleza que ela chamou de "Huda Beauty" no qual ela postaria tutoriais e dicas de maquiagem.
Em 2013, Kattan fundou uma linha de cosméticos que, assim como seu blog, também se chama "Huda Beauty". Seu primeiro produto, uma série de cílios postiços, foi lançado pela Sephora. A marca Huda Beauty alcançou sucesso com as vendas dos cílios postiços, que ficaram famosos por Kim Kardashian.
A empresa de Huda, com sede em Dubai, mais tarde começou a oferecer outros produtos de beleza, incluindo paletas de sombras, batons líquidos, delineadores labiais, paletas de iluminadores, bases, corretivos, fermento em pó e sombras líquidas.
Kattan alcançou popularidade no Instagram, alcançando mais de 47 milhões de seguidores a partir de 2020. Kattan é classificada como número 1 na "Lista de Influenciadores do Instagram de 2017", ganhando $ 18.000 para cada postagem de conteúdo patrocinado. Kattan foi descrito como "uma Kim Kardashian West da economia de influenciadores de beleza",  e foi declarado um dos "dez influenciadores mais poderosos do mundo da beleza" pela revista Forbes. Ela foi escolhida como uma das "25 pessoas mais influentes da Internet" pela revista Time em 2017. Em 2020, Kattan foi listada na Fortunes 40 under 40. Em 2021, Kattan foi classificada como número um na lista de ricos de influenciadores de beleza cosmética.
Em 2018, Kattan começou a estrelar seu próprio reality show original do Facebook Watch intitulado Huda Boss, ao lado de sua família.
Em 2021, Kattan participou de uma campanha para fornecer alimentos e doou um milhão de refeições por meio de sua empresa de cosméticos Huda Beauty.

## Filantropia e ativismo
Por meio de sua marca de cosméticos, Huda Beauty, Kattan participou de vários esforços filantrópicos. Em junho de 2020, Kattan anunciou que a Huda Beauty doará US$ 500.000 para o Fundo de Defesa Legal e Educação da NAACP.
Em 2021, Kattan e Huda Beauty iniciaram uma petição para que as marcas de beleza divulgassem quando retocaram ou editaram suas imagens ou vídeos, para ajudar a desmantelar os padrões de beleza “tóxicos” das mídias sociais. Por meio de sua marca de beleza, ela também apoiou a comunidade asiático-americana, Médecins Sans Frontières (Médicos Sem Fronteiras) e iniciativas de arrecadação de alimentos, como 100 milhões de refeições. Kattan também usou suas plataformas de mídia social para falar sobre os despejos forçados na Palestina. Em maio de 2021, Kattan e sua empresa, Huda Beauty, doaram US$ 100.000 para o Help India Breathe, uma campanha de arrecadação de fundos para a COVID-19 lançada pelo ex-monge Jay Shetty e sua esposa, Radhika Devlukia-Shetty.

## Vida pessoal
No ensino médio, Kattan conheceu seu marido, Christopher Gonçalo, que é de origem colombiana e portuguesa. O casal se mudou para Dubai em 2006, se casou em junho de 2009 e teve sua primeira filha, Nour Gisele, em 2011. Kattan é muçulmana. Uma das irmãs de Kattan é sua sócia, Mona; enquanto outra irmã gerencia a mídia social de Kattan, Alya.

## Prêmios
2023 - 100 mulheres mais inspiradoras do mundo pela BBC.